# Episodi di Reaper - In missione per il Diavolo (seconda stagione)
La seconda stagione della Reaper - In missione per il Diavolo è stata trasmessa negli Stati Uniti dalla The CW dal 3 marzo 2009 al 26 maggio 2009.
La seconda stagione è andata in onda in Italia sul canale satellitare Fox dal 23 giugno 2009 ogni martedì alle 21.10 con un episodio settimanale.
Dall'8 ottobre 2009 al 14 gennaio 2010 ogni giovedì in chiaro sul canale MTV alle 22:00 con un episodio a settimana (eccezion fatta per il 5 novembre e il 17 dicembre, in cui MTV sostituì il telefilm in occasione speciale, rispettivamente per la diretta degli MTV Europe Music Awards e per Play to Stop: Europe for Climat, che mira a sensibilizzare i giovani sul cambiamento climatico).
| nº | Titolo originale       | Titolo italiano            | Prima TV USA   | Prima TV Italia   |
| -- | ---------------------- | -------------------------- | -------------- | ----------------- |
| 1  | Episode IV: A New Hope | Una via d'uscita           | 3 marzo 2009   | 23 giugno 2009    |
| 2  | Dirty Sex Mongol       | Il guerriero mongolo       | 10 marzo 2009  | 30 giugno 2009    |
| 3  | The Sweet Science      | Un amore di diavolo        | 17 marzo 2009  | 7 luglio 2009     |
| 4  | The Favorite           | Il preferito               | 24 marzo 2009  | 14 luglio 2009    |
| 5  | I Want My Baby Back    | Rivoglio la mia bambina    | 31 marzo 2009  | 21 luglio 2009    |
| 6  | Underbelly             | Un fantastico weekend      | 7 aprile 2009  | 28 luglio 2009    |
| 7  | The Good Soil          | Terreno fertile            | 14 aprile 2009 | 4 agosto 2009     |
| 8  | The Home Stretch       | All'ultimo momento         | 21 aprile 2009 | 11 agosto 2009    |
| 9  | No Reaper Left Behind  | Ritorno all'Inferno        | 28 aprile 2009 | 18 agosto 2009    |
| 10 | My Brother's Reaper    | Chi viene a vivere da noi? | 5 maggio 2009  | 25 agosto 2009    |
| 11 | To Sprong, With Love   | A Sprong, con amore        | 12 maggio 2009 | 1º settembre 2009 |
| 12 | Business Casualty      | Il mondo degli affari      | 19 maggio 2009 | 8 settembre 2009  |
| 13 | The Devil & Sam Oliver | Il Diavolo e Sam Oliver    | 26 maggio 2009 | 15 settembre 2009 |

## Una via d'uscita
- Titolo originale: Episode IV: A New Hope
- Diretto da: Stephen Cragg
- Scritto da: Craig DiGregorio

### Trama
Sam e i ragazzi tornano dal viaggio che avevano organizzato; avendo scoperto di aver perso il lavoro vanno a vivere a casa della madre di Sock, la quale nel frattempo era andata via con il suo nuovo compagno. Tornato a casa Sock trova un'inquilina imprevista: la sua sorellastra asiatica, verso la quale Sock ha un'intensa attrazione sessuale. Il diavolo dice a Sam che stavolta deve occuparsi di 20, anzi di 40 anime, tutte pericolosissime. Durante la missione Sam incontra Alan, un ragazzo che è riuscito a rompere un patto col Diavolo ma che si rifiuta di parlarne con Sam. Alla fine dell'episodio Alan scompare, ma Sam è contento di sapere che esiste un sistema per liberarsi del Diavolo e promette a sé stesso e ad Andy di ritrovare Alan.

## Il guerriero mongolo
- Titolo originale: Dirty Sexy Mongol
- Diretto da: Ron Underwood
- Scritto da: Kevin Etten

### Trama
Il diavolo ha un nuovo lavoro per Sam: catturare l'anima di un terribile guerriero mongolo; purtroppo lui riesce solo a pensare a come trovare Alan per farsi dire come ha fatto a rompere il patto con il diavolo, ma appena Sam si avvicina ad Alan vengono attaccati da due demoni mandati dal diavolo e Alan si rifiuta di parlare con lui e scappa per paura di ritornare all'inferno. Più tardi, di notte, un altro demone sorvolando la casa dei ragazzi cerca di attaccare Sam, il quale però viene difeso da Ben; il demone si dimostra molto attratto da Ben e lo rapisce portandolo al suo covo, un tetro mattatoio, per poi lasciarlo andare a casa e intraprendere una relazione sentimentale con lui, all'insaputa di Sock e Sam.

## Un amore di diavolo
- Titolo originale: The Sweet Science
- Diretto da: Tom Cherones
- Scritto da: Chris Dingess

### Trama
Il demone che ha rapito Ben si rivela una bellissima ragazza di nome Nina, con la quale Ben comincia una relazione nascosta, per paura che i suoi amici possano essere contrari. Intanto Sam si allena perché deve catturare l'anima di un pugile lottando con lui sul ring. Ted viene licenziato perché sorpreso a fare la corte a una cliente e così Andy riceve una promozione al Work Bench.

## Il preferito
- Titolo originale: The Favorite
- Diretto da: Kevin Dowling
- Scritto da: Michele Fazekas e Tara Butters

### Trama
Il diavolo chiede a Sam di insegnare all'altro suo figlio, Morgan, come impegnarsi a portare a termine le cose che gli vengono chieste, infatti Morgan sa solo andare in giro su macchine costose e sperperare soldi senza combinare mai nulla. Il diavolo cerca di mettere in competizione Sam e Morgan per capire chi è il suo figlio prediletto. Intanto al Work Bench Sock sub-appalta di nascosto il suo lavoro a Ted. Più tardi Sam, andando a fare una consegna a casa della madre vi trova suo padre, il quale, sorprendentemente, è ancora vivo e con un aspetto stranamente demoniaco.

## Rivoglio la mia bambina
- Titolo originale: I Want My Baby Back
- Diretto da: John Fortenberry
- Scritto da: Thomas Schnauz

### Trama
Sam cattura l'anima di una donna vampira scappata dall'inferno e scopre che era tornata indietro per mettere in salvo sua figlia, una bambina nata all'inferno. Quando Sam riporta l'anima della donna agli inferi il diavolo dice che deve consegnargli anche l'anima della piccola perché essa è il seme del male, ma Sam si rifiuta e affida la piccola a Tony, il quale la chiama "Piccola Stevie". Intanto Andy viene a sapere da Morgan che Sam è il figlio del diavolo e comincia a sentirsi a disagio a stare con lui.

## Un fantastico weekend
- Titolo originale: Underbelly
- Diretto da: Stephen Cragg
- Scritto da: Jeffrey Vlaming

### Trama
I ragazzi organizzano una gita in una piccola località sperduta per catturare un'anima, che si rivela essere una bestia tentacolare. Sam cerca di riallacciare i rapporti con Andy facendo in modo che la gita sia romantica. Intanto Ben cerca di lasciare un po' più di spazio vitale a Nina e Sock fa di tutto per andare a letto con la sua sorellastra, riuscendoci. L'episodio termina quando Andy confessa a Sam che non riesce a sopportare il fatto che lui sia figlio del diavolo e che preferisce lasciarlo.

## Terreno Fertile
- Titolo originale: The Good Soil
- Diretto da: Michael Patrick Jann
- Scritto da: James Eagan

### Trama
Morgan chiede a Sam di catturare un'anima al posto suo in cambio di denaro. Quando Sam, Sock e Ben la trovano, prima di catturarla scoprono che è vergine e quest'ultima chiede loro di fargli perdere la verginità prima di essere rispedita all'Inferno. Ben supererà la sua paura di volare, Sock confessa al nuovo padre di essere andato a letto con Kristen. Sam riuscirà ad ingannare il Diavolo e salvare l'anima dalla cattura, ma a sorpresa Morgan alla fine la cattura. Kristen, finiti gli studi, decide di lasciare Sock e torna in Giappone. Sam e Andy vanno a onorare la tomba dell'anima dove trovano Alan, che scappa subito.

## All'ultimo momento
- Titolo originale: The Home Stretch
- Diretto da: Bob Berlinger
- Scritto da: Craig DiGregorio e Kevin Etten

## Ritorno all'Inferno
- Titolo originale: No Reaper Left Behind
- Diretto da: Tom Spezialy
- Scritto da: Tom Spezialy

## Chi viene a vivere da noi?
- Titolo originale: My Brother's Reaper
- Diretto da: Ron Underwood
- Scritto da: Chris Dingess

## A Sprong, con amore
- Titolo originale: To Sprong, With Love
- Diretto da: Jamie Babbit
- Scritto da: Michele Fazekas e Tara Butters

## Il mondo degli affari
- Titolo originale: Business Casualty
- Diretto da: Fred Gerber
- Scritto da: Marlana Hope e Matt Warshauer

## Il Diavolo e Sam Oliver
- Titolo originale: The Devil & Sam Oliver
- Diretto da: Kevin Dowling
- Scritto da: Michael Daley